# Râul Baba, Șușița
Râul Baba (denumit uneori și Râul Valea Babei) este un curs de apă, afluent al râului Șușița. 